# Budapester Streichkammerorchester
Das Budapester Streichkammerorchester (ungarisch Budapesti Vonósok) ist ein ungarisches Kammerorchester.

## Geschichte
Das Orchester wurde 1977 ursprünglich als Septett von Absolventen der  Franz-Liszt-Musikakademie in Budapest gegründet. Daraus entwickelte sich schließlich ein sechzehnköpfiges Streichorchester, das 1982 mit dem 1. Preis beim internationalen Kammerorchesterwettbewerb in Belgrad ausgezeichnet wurde. Seit 1983 tritt das Ensemble regelmäßig in den bedeutendsten ungarischen Konzertsälen auf. 1995 gründete es das Internationale Haydn Festival in Fertőd. Neben dem Standardrepertoire für Streichorchester spielt es vorwiegend Werke ungarischer Komponisten wie Béla Bartók und Leó Weiner. Im März 2013 fand die Uraufführung von Robert Gulyas Nussknacker-Variationen für Gitarre und Streicher im Budapester  Palast der Künste statt. Außerdem spielte das Kammerorchester mit renommierten Solisten wie  Peter Frankl, Johanna Beisteiner, Irena Grafenauer sowie Stefan Vladar. Zahlreiche Aufnahmen entstanden unter anderem für Hungaroton und Naxos.